# Michael Keinspeck
Michael Keinspeck (auch Kienspeck oder Künspeck, fälschlich auch Reinspeck, * um 1470 in Nürnberg; † 15. oder 16. Jahrhundert) war ein deutscher Musiktheoretiker.

## Leben und Werk
Michael Keinspeck verbrachte seine Studienzeit in Elsaß-Lothringen und in Frankreich. Um 1495 lehrte er in Basel, wo er vermutlich an der Universität wirkte. Sein an Hugo Spechtshart von Reutlingen (Flores musicae, 1332–1342) angelehnter Traktat Lilium musicae planae (Basel 1496, Ulm 1497, Augsburg 1498, 1500, mit Zusätzen herausgegeben von Jean Adelphus Muling, Straßburg 1500, 1506) gehört in die Gruppe der für die Bursen bestimmten einfachen Schulschriften für die praktische Musikausübung. Er behandelt im Rahmen einer Musica practica nur die Elemente der Musik und die Grundlagen des Gregorianischen Gesanges im Zuschnitt für den geistlichen Nachwuchs.